# Listă de conducători de stat din 645
641 - 642 - 643 - 644 - 645 - 646 - 647 - 648 - 649
Aceasta este o listă a conducătorilor de stat din anul 645:

## Europa
- Anglia, statul anglo-saxon Bernicia: Oswiu (rege, 643-655; ulterior, rege în Northumbria, 655-671)
- Anglia, statul anglo-saxon Deira: Oswine (rege, cca. 644-652)
- Anglia, statul anglo-saxon East Anglia: Anna (rege, 636?-cca. 655?)
- Anglia, statul anglo-saxon Essex: Sigeberht I Parvus (rege, 617?-cca. 652)
- Anglia, statul anglo-saxon Kent: Earconberht (rege, 640-664)
- Anglia, statul anglo-saxon Mercia: Penda (rege, 628/634-656; totodată, rege în Wessex, 645-648)
- Anglia, statul anglo-saxon Sussex: rege necunoscut
- Anglia, statul anglo-saxon Wessex: Cenwalh (rege, 643-645, 648-672) și Penda (rege, 645-648; totodată, rege în Mercia, 628/634-656))
- Benevento: Aiulf I (duce, 641-646)
- Bizanț: Constans al II-lea Pogonatul (împărat din dinastia Heraclizilor, 641-668)
- Francii din Austrasia: Sigibert al III-lea (rege din dinastia Merovingiană, 634-656)
- Francii din Neustria și Burgundia: Clovis al II-lea (rege din dinastia Merovingiană, 639-657)
- Friuli: Grasulf al II-lea (duce, 617-651)
- Gruzia, statul Khartlia (Iberia): Ștefan al II-lea (patriciu, 637/642-cca. 650)
- Longobarzii: Rothari (rege din dinastia Harodingienilor, 636-652)
- Ravenna: Theodor I Calliopas (exarh, 643-cca. 645, 653-înainte de 666) și Platon (exarh, cca. 645-649)
- Scoția, statul picților: Talorc al IV-lea (rege, 641-653)
- Scoția, statul celt Dalriada: Ferchar mac Connad (rege, 637-650)
- Spoleto: Theodelap (duce, 602-650)
- Statul papal: Theodor I (papă, 642-649)
- Vizigoții: Chindasvint (Chindaswinth) (rege, 642-653)

## Asia

### Orientul Apropiat
- Bizanț: Constans al II-lea Pogonatul (împărat din dinastia Heraclizilor, 641-668)
- Persia: Yazdegerd al III-lea (suveran din dinastia Sasanizilor, 632-651)
- Califatul arab: Usman ibn Affan (calif, 644-656)

### Orientul Îndepărtat
- Cambodgia, statul Tjampa: Bhasadharma (rege din a patra dinastie, ?-645) și Bhadresvaravarman (rege din a patra dinastie, 645-?)
- Cambodgia, statul Chenla: Jayavarman (rege, cca. 640-cca. 681)
- China: Taizong (împărat din dinastia Tang, 627-649)
- Coreea, statul Koguryo: Pojang Chang (rege din dinastia Ko, 642-668)
- Coreea, statul Paekje: Uija (rege din dinastia Ko, 642-660)
- Coreea, statul Silla: Sondok (Tongman) (regină din dinastia Kim, 632-647)
- India, statul Chalukya răsăriteană: Jayasimha I (rege, 632-663)
- India, statul Pallava: Narasimhavarman I Simhavișnu Mahamalla (rege din a doua dinastie, 630-668)
- Japonia: Kogyoku (Koghiocu) (împărăteasă, 642-645) și Kotuku (împărat, 645-654)
- Kashmir: Pratapaditya al II-lea (Durlabhaka) (rege, 632-682)
- Nepal: Marendradeva (Nalingdibo) (rege din dinastia Thakuri, 643-657)
- Sri Lanka: Hatthadatha I (rege din dinastia Silakala, 641-650)
- Tibet: Srong-bTsan sGampo (Song-tsen Gampo) (chos-rgyal, 618/620-649/650)